# Canale dell'Ourcq
Il canale dell'Ourcq è un canale navigabile del bacino parigino che in un primo tempo seguiva il corso dell'Ourcq prima di separarsi a Lizy-sur-Ourcq per raggiungere direttamente Parigi a La Villette.
Con il canal Saint-Denis, il bacino de La Villette e il canal Saint-Martin costituisce la rete dei canali di Parigi, lunga 130 km ed appartenente alla città. La loro storia è intimamente legata a quella dei rifornimenti d'acqua per Parigi.

## Geografia

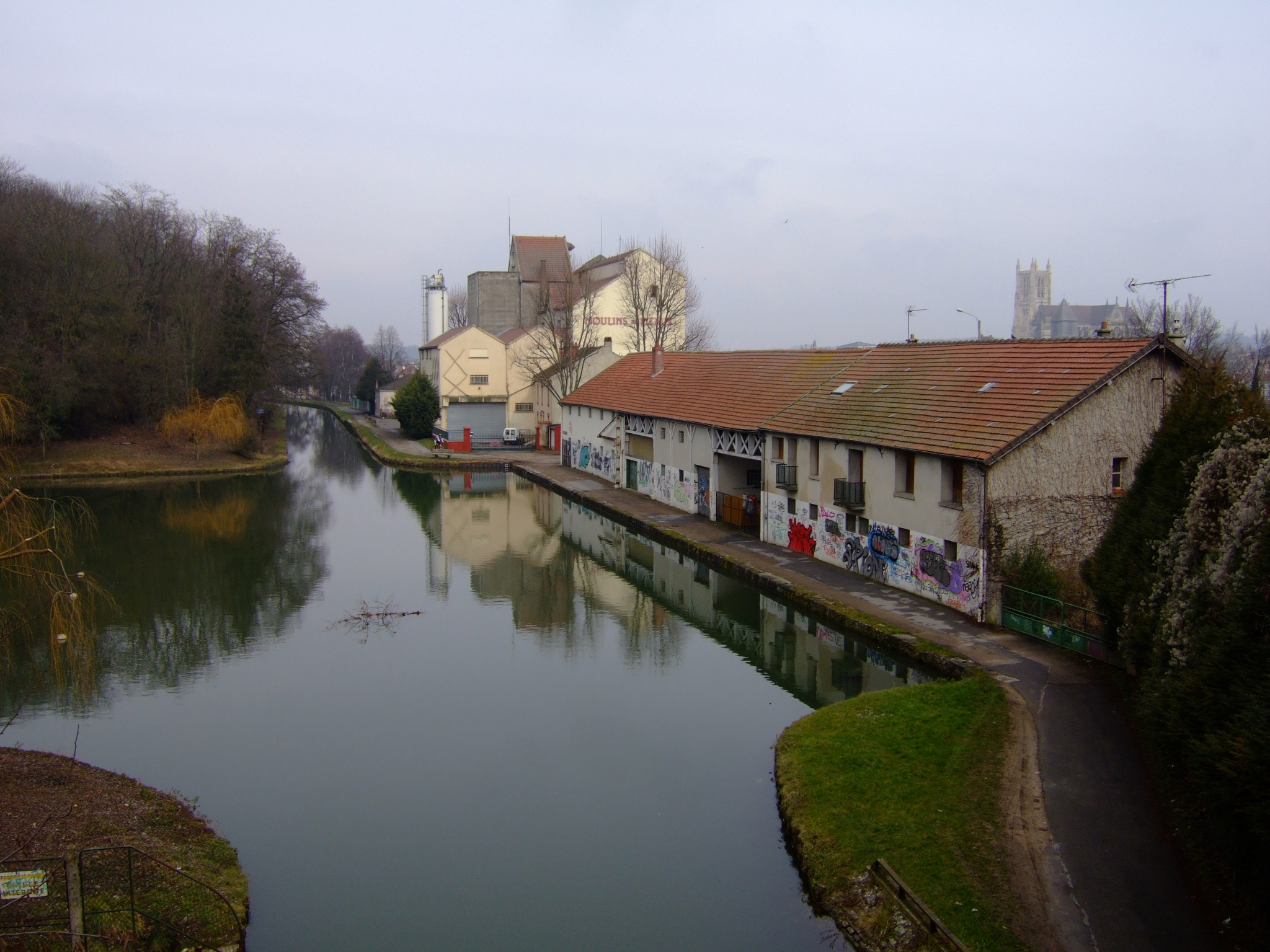
La stazione fluviale di Meaux

Il fiume Ourcq ha le sue sorgenti in una prateria umida sopra Fère-en-Tardenois nel dipartimento dell'Aisne. La parte canalizzata del fiume ha inizio dal villaggio di Silly-la-Poterie, nella zona denominata Port-aux-Perches ai margini della foresta di Retz.
Questo piccolo corso d'acqua segue un'ampia vallata e si getta nella Marna a Mary-sur-Marne, vicino a Lizy-sur-Ourcq, dopo un corso di 87 km.
I lavori di canalizzazione hanno deviato il fiume a partire da Mareuil. La parte maggiore delle sue acque si dirige quindi verso Parigi attraverso un canale in sede propria, il canale dell'Ourcq propriamente detto.
Entrando nella città il canale si allarga nel grande bacino de La Villette. Esso alimenta quindi il canale Saint-Martin e il canale Saint-Denis.

## Storia

### L'Ourcq
I primi lavori furono originati dalle necessità di approvvigionamento di legname da riscaldamento e da costruzione per la capitale, legname che si otteneva dalla foresta di Retz, proprietà, durante l'Ancien Régime, delle famiglie Valois e Orléans.
Questa foresta fu un'enorme tenuta di caccia, ma soprattutto una fonte di guadagni ragguardevoli.
Francesco di Valois (il futuro re di Francia Francesco I) riorganizzò la foresta per soddisfare la sua passione per la caccia. Egli creò la “capitaneria di caccia” di Villers-Cotterêts, fece tagliare i primi viottoli della foresta, costruire il castello di caccia e captare l'acqua dalle sorgenti.
Dopo il 1560 ebbe inizio la canalizzazione dell'Ourcq, la costruzione di bacini da cui gli stagni della Ramée e di un sistema di galleggiamento e di chiuse semplici che permetteva il trasporto dei prodotti della foresta verso Parigi.

### Il problema dell'acqua potabile a Parigi

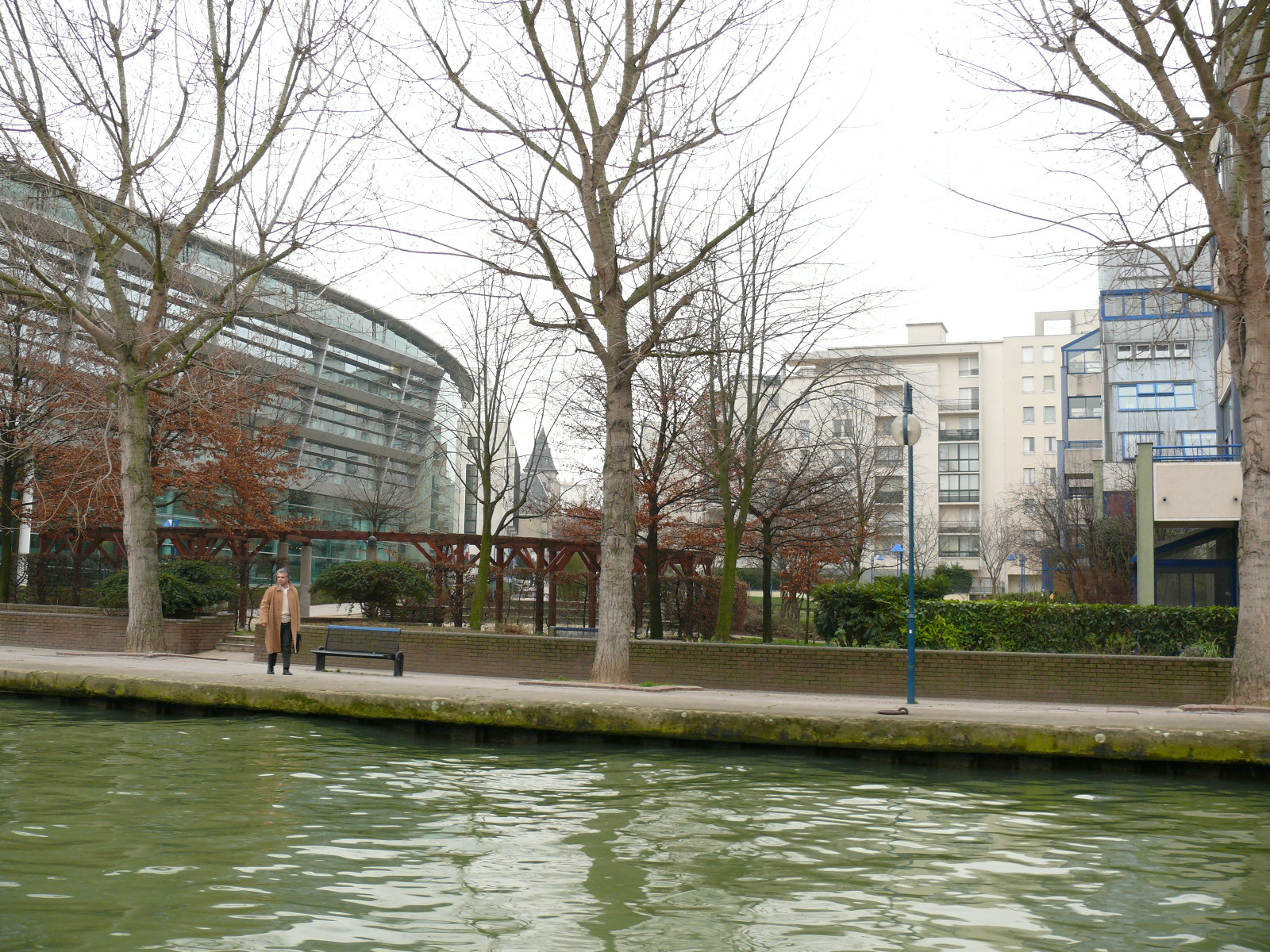
Pantin, dal canale

Quando Parigi si chiamava ancora Lutezia, gli abitanti dell'île Saint-Louis utilizzavano l'acqua della Senna. All'epoca gallo-romana, quando la collina di Santa Genoveffa era abitata, la qualità dell'acqua era mediocre e la popolazione scoprì le Terme romane o i bagni pubblici romanizzandosi.
Nel IV secolo fu intrapresa la costruzione dell'acquedotto d'Arcueil, attribuita all'imperatore romano Giuliano. Egli portò alle terme di Cluny le acque delle sorgenti dei colli di Rungis, di L'Haÿ-les-Roses, di Cachan e d'Arcueil e attraverso la strada romana di Orléans (l'attuale rue Saint-Jacques) c'era già anche un secondo acquedotto che attingeva alla Senna.
Dopo la caduta dell'Impero romano d'Occidente, gli acquedotti furono in gran parte distrutti. I Merovingi ed i Carolingi attingevano l'acqua dalla Senna, le sorgenti di Belleville e di Le Pré-Saint-Gervais, uso che durò circa quattro secoli. Le abbazie di Saint-Laurent et de Saint-Martin-des-Champs facevano derivare le loro acque da Le Pré-Saint-Gervais, che provenivano a loro volta dalle colline di Romainville e di Ménilmontant, installando presso il convento anche alcune fontane.
Filippo Augusto, nel creare il quartier des Halles di Parigi vi fece arrivare l'acqua da Prés Saint-Gervais per distribuirla da alcune fontane.
All'inizio del XVII secolo fu costruita sul Pont Neuf la pompa detta La Samaritana e furono disposti i lavori per il nuovo acquedotto di Arcueil.
Un gran numero di fontane è dovuto a Luigi IV, ma, nel contesto generale ed a parte qualche lavoro minore eseguito sotto il re Sole, la quantità d'acqua giornaliera a disposizione di ciascun parigino rimase persino inferiore a quella del XIII secolo, tenuto naturalmente conto del forte incremento abitativo e relativo allargamento della città. Pierre-Paul Riquet, barone di Bonrepos ed ingegnere del Canal du Midi, propose di portare l'Ourcq a Parigi attraverso un canale navigabile, fino all'attuale piazza della Nazione. Il suo decesso, avvenuto nel 1680 e la caduta in disgrazia del suo protettore Colbert fecero abortire questo progetto, ritenuto troppo costoso.
Dinnanzi a tale situazione, l'ambiente illuminista, Voltaire e Beaumarchais per primi, si mise all'opera. Il matematico Antoine Deparcieux (1753 – 1799) propose nel 1762 di captare le acque dell'Yvette, il che avrebbe fornito 40.000 m3 in più di acqua potabile e consentito di lavare le strade: Luigi XV approvò il progetto ma poi non se ne fece nulla.
Nel 1782 De Fer de la Nouerre propose di derivare le acque dal fiume Bièvre, progetto che aveva il pregio di un preventivo di spesa inferiore a quello del Deparcieux. Luigi XVI appoggiò il progetto ed i lavori iniziarono nel 1788 ma furono presto interrotti per l'azione di potenti corporazioni, i conciari ed i tintori disposti sulle rive della Bièvre, che si vedevano il loro fiume già in secca.
Dalla fine del XVIII secolo Jean-Pierre Brulle riprese l'idea di Pierre-Paul Riquet, proponendo però di derivare le acque dalla Beuvronne, un affluente dell'Ourcq, progetto che fu fatto proprio dall'accademico-abate Charles Bossut e da Solages, i quali ne avevano acquistato i diritti.

### La navigazione
Nel medesimo periodo il duca d' Orléans affidò 1749 all'ingegnere Louis de Régemortes il compito di modernizzare le opere di navigazione dell'Ourcq. Fu in questo caso che il fiume fu dotato di chiuse idonee alla navigazione in sostituzione di quelle precedenti.
Questi lavori terminarono nel 1756 con la costruzione di una grande chiusa nel parco del castello di Lizy-sur-Ourcq, posta su un ramo artificiale del fiume Ourcq.

### La Rivoluzione
Questi progetti furono interrotti dalla Rivoluzione. Ciò nondimeno il diritto al lavoro divenne, dal 1789 una preoccupazione dell'Assemblea costituente cosicché «… meno di due mesi dopo la Presa della Bastiglia i poteri pubblici …» organizzarono grandi lavori fra i quali « la canalizzazione dell'Ourcq; la rimozione dell'immondizia dalle rive della Senna, lavori diversi di riassestamento dei sobborghi, etc.»

### Napoleone Bonaparte e il canale dell'Ourcq

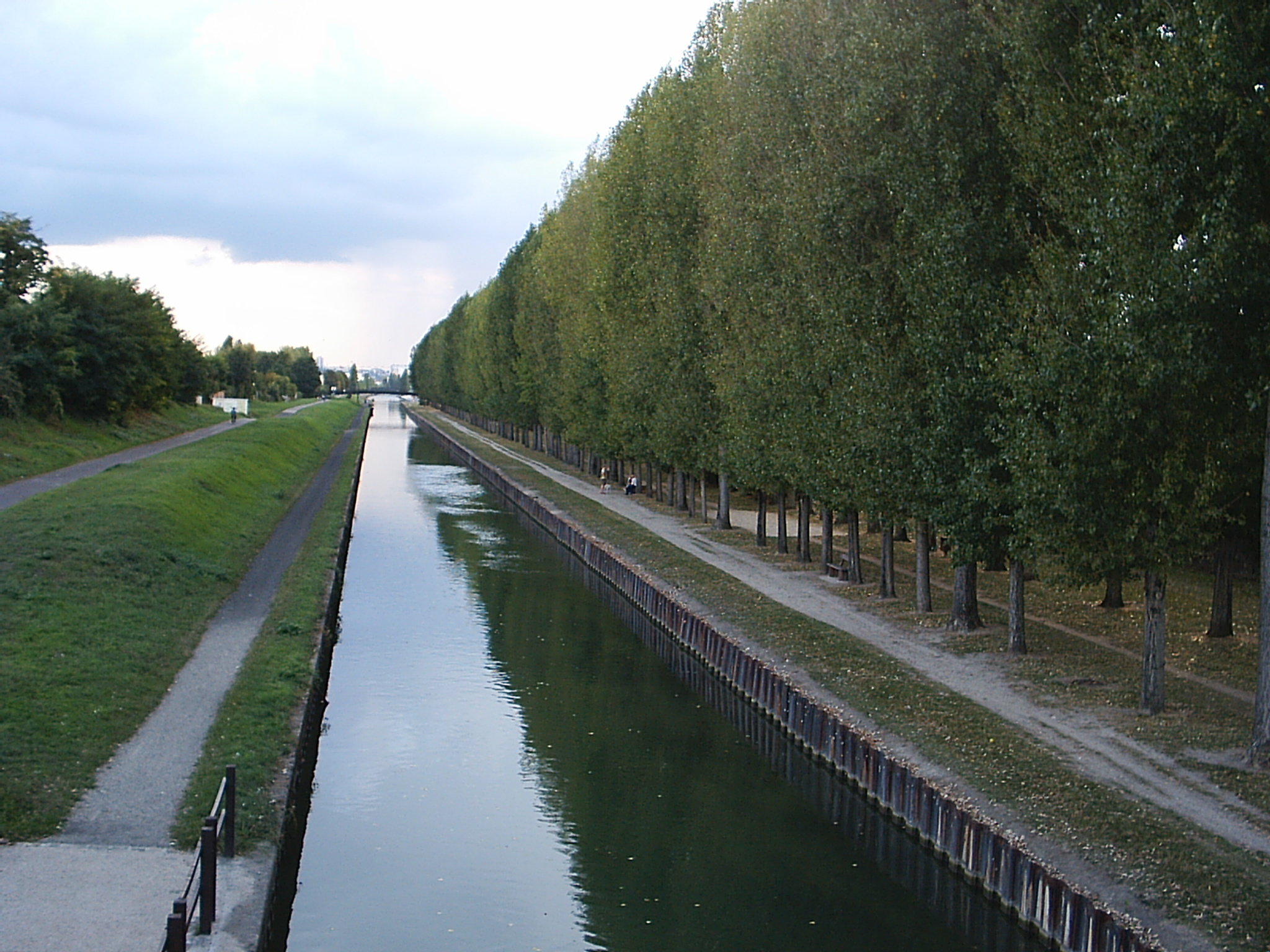
Il canale dell'Ourcq Aulnay-sous-Bois

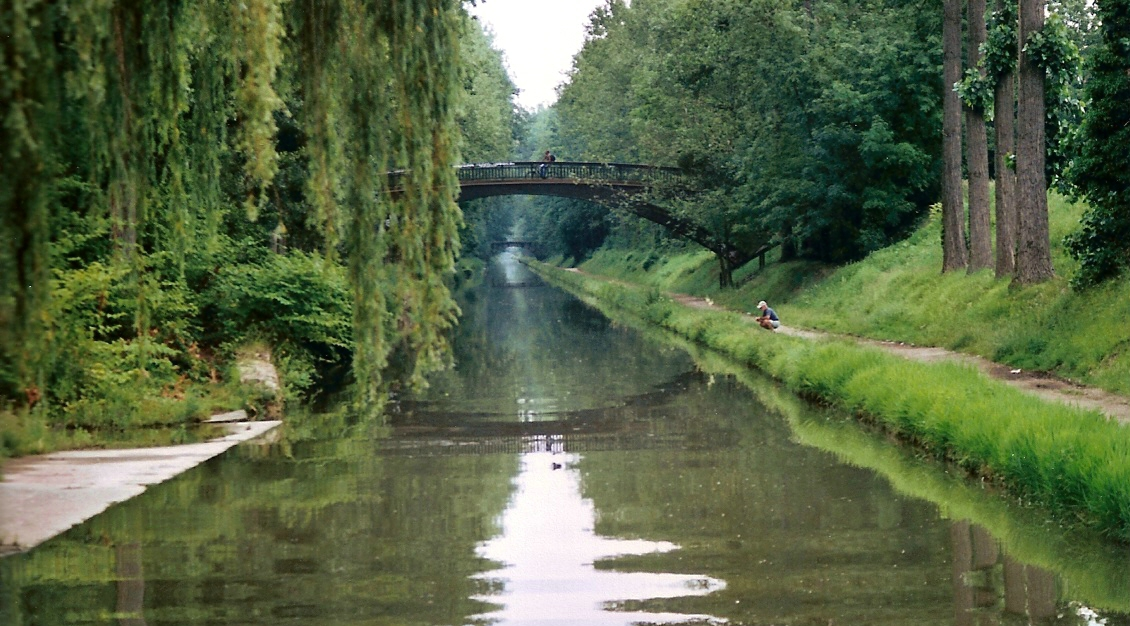
Il canale dell'Ourcq lungo il parco boschivo di Sevran, visto da ovest

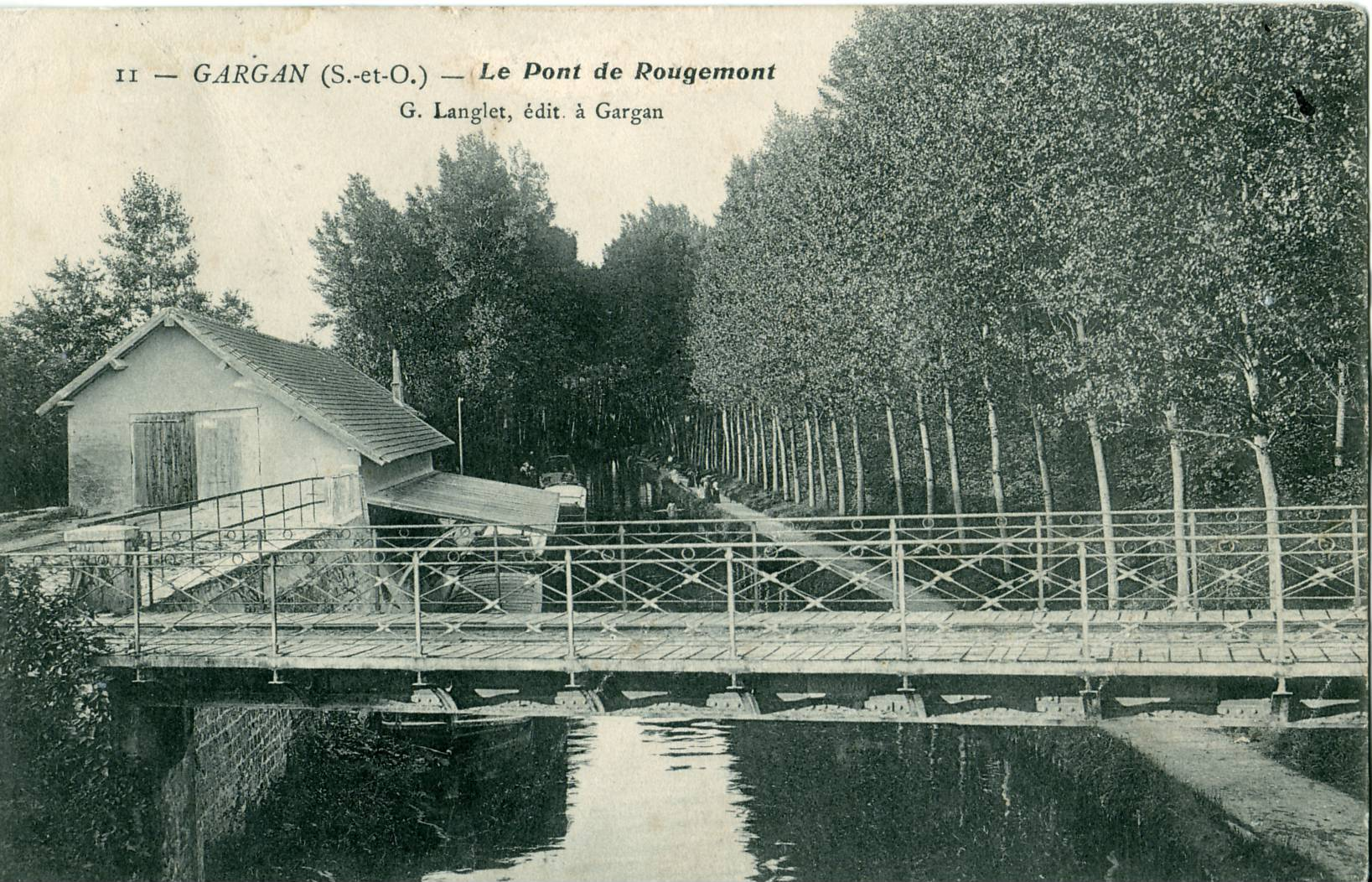
Il ponte di Rougemont à Livry-Gargan, all'inizio del XX secolo
Dietro il ponte si trova un ricovero a chiatta. Il ponte era destinato al passaggio di persone, di veicoli, ma anche della Ligne des Coquetiers

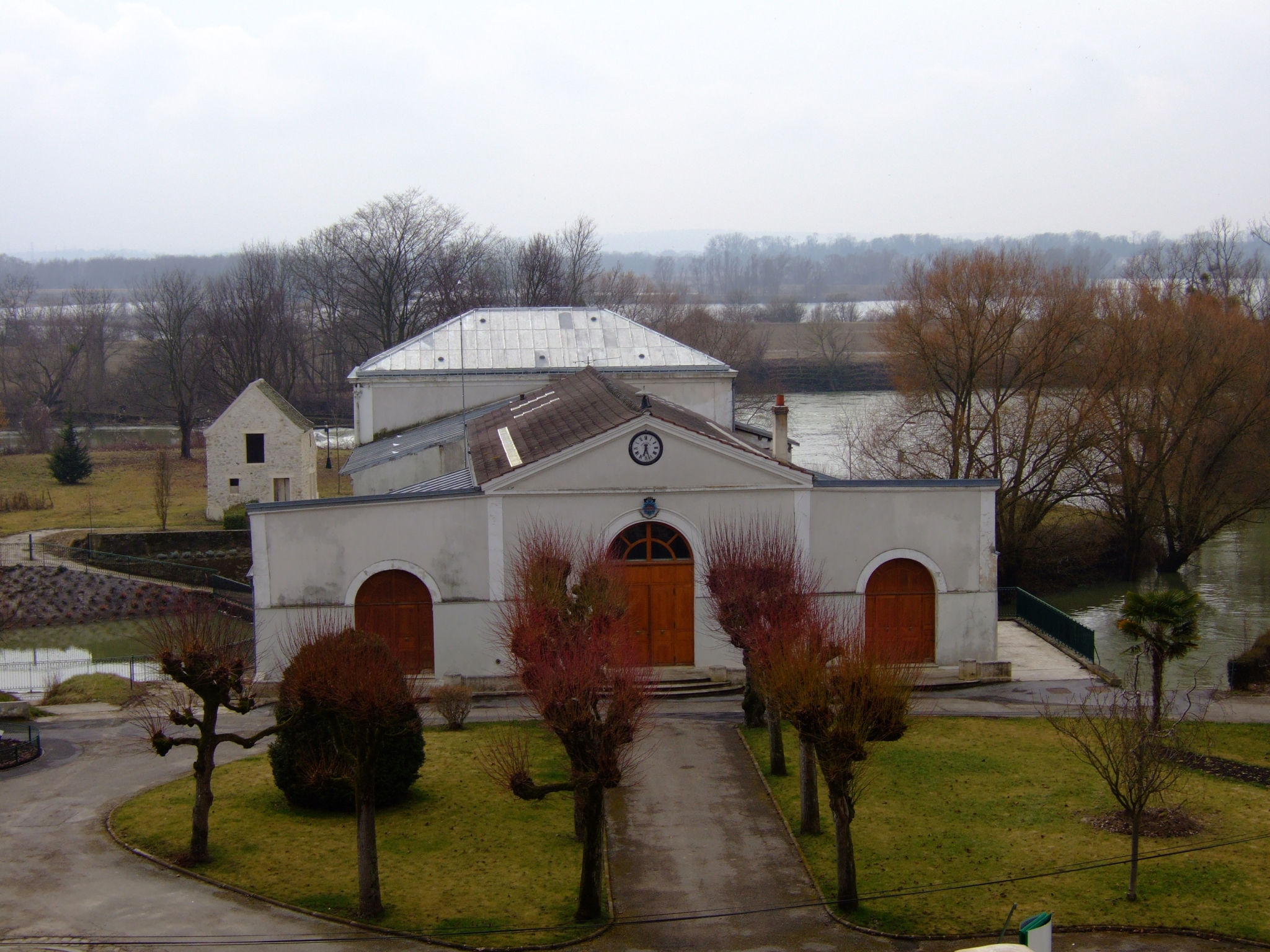
L'alloggiamento della macchina idraulica di sollevamento di Trilbardou

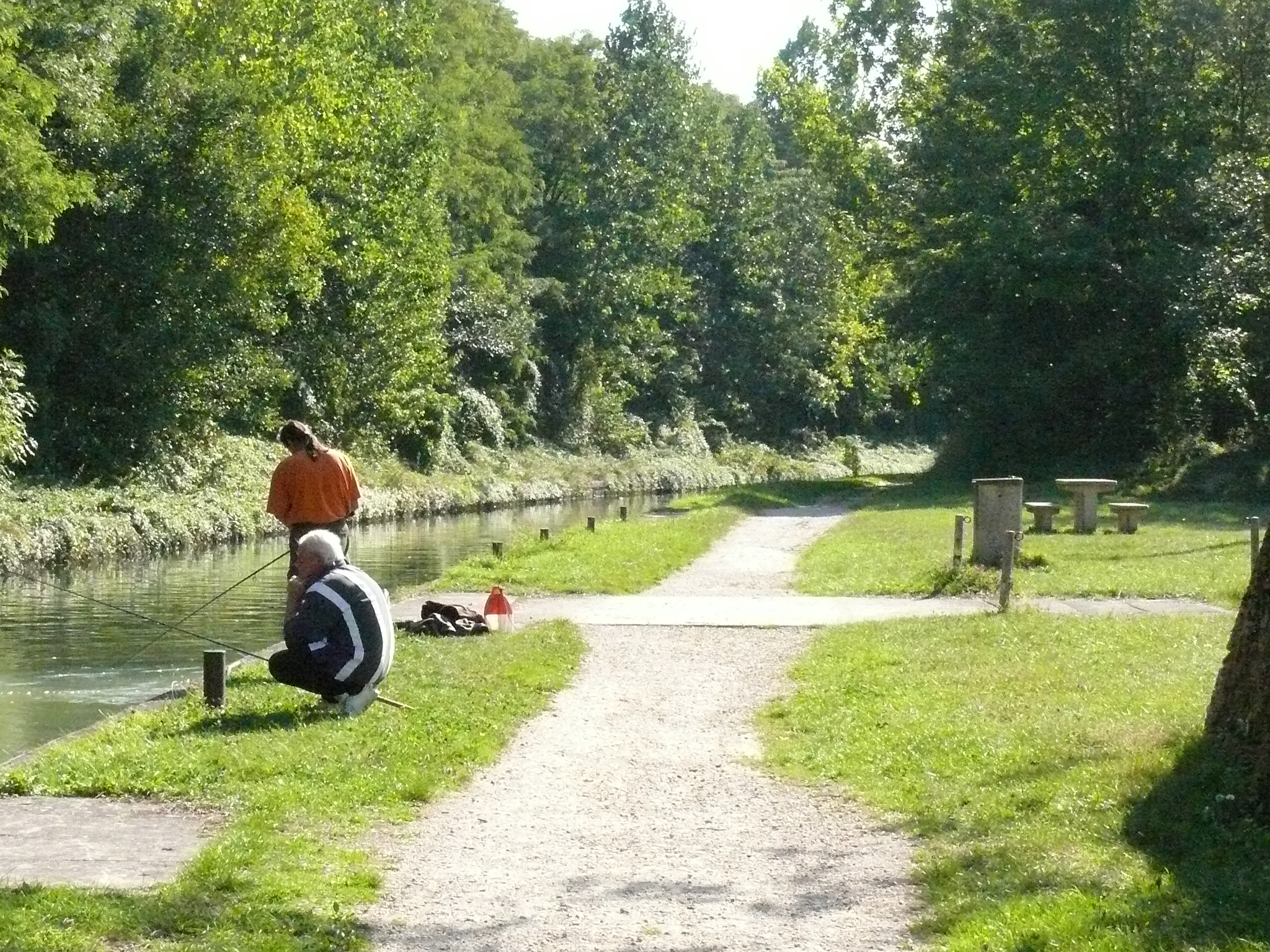
Il canale a Trilbardou, a destra del sistema di sollevamento dell'acqua

Il 29 floreale del X anno (19 maggio 1802) fu promulgato il decreto per la realizzazione del canale, gli studi per la tracciatura del canale procedettero rapidamente ed il 23 di settembre fu posata la prima pietra. Il finanziamento fu assicurato da un prelievo sui dazi integrato da un'accisa sul vino.
Il decreto disponeva l'apertura di un canale di derivazione dall'Ourcq verso un bacino della città sito nel villaggio di La Villette e quella di un canale che partisse dalla Senna (sotto il bacino dell'Arsenale) e raggiungesse il bacino di ripartizione del quartiere de La Villette. Esso passa per Saint-Denis, per la valle di Montmorency, e raggiunge l'Oise presso Pontoise.
Bonaparte, che aveva scelto fra i migliori ingegneri del corpo degli ingénieurs des ponts et chaussées, nominò quale responsabile dei lavori Pierre Simon Girard, uno dei 160 scienziati che lo avevano accompagnato nella campagna d'Egitto del 1768.
Il progetto iniziale fu sottoposto alle autorità nel gennaio del 1804. Esso aveva l'originalità di concepire un canale allo stesso tempo navigabile e in grado di fornire acqua potabile. La prima caratteristica richiede una velocità del flusso molto bassa mentre la seconda vuole che venga evitata assolutamente la stagnazione dell'acqua, cosa abbastanza frequente nelle conche fra le chiuse. Una terza funzione del canale era quella di alimentare i canali Saint-Martin e Saint Denis, concepiti al medesimo tempo con lo scopo di evitare ai battelli la pericolosa traversata di Parigi attraverso la corrente viva della Senna, non ancora regolata dagli sbarramenti che furono successivamente costruiti nella seconda metà del XIX secolo. Girard cercò di soddisfare queste tre esigenze fra loro contrastanti con studi basati su modelli che ponevano in evidenza la necessità di ricorrere ad una pendenza variabile del canale. Questa idea fu avversata da altri membri del corpo dei  Ponts et Chaussées, in particolare dal suo direttore Gaspard Marie Riche de Prony, ma essendo già stati iniziati i lavori, il progetto a due pendenze fu confermato. Le numerose diatribe fecero tuttavia sì che Girard fu allontanato nel periodo della Restaurazione.
Per la conduzione dei lavori dei canali Saint-Denis e Saint-Martin la scelta cadde su Édouard de Villiers du Terrage
In un primo tempo il canale fu tracciato in direzione della Beuvronne verso Claye-Souilly, ma subì numerosi smottamenti nel tratto del bosco di Saint-Denis verso Tremblay-en-France.
Dopo il riempimento del bacino di La Villette, il 2 dicembre 1808, le acque della Beuvronne sgorgarono il 15 agosto 1809 dalla fontana degl'innocenti a Parigi e il 15 agosto 1813 il primo battello partito da Claye-Souilly giunse a La Villette.

### La Restaurazione
Dopo l'arresto dei lavori, in conseguenza della caduta dell'Impero, il governo della Seconda Restaurazione affidò la concessione del servizio del canale, nel 1818 alla Compagnie Vassal et Saint-Didier. Questa doveva terminare i lavori e mantenere in efficienza il canale e procedere al suo utilizzo per 99 anni. In cambio godeva dell'incasso dei pedaggi e degli altri ricavi, mentre la città di Parigi si incaricava dell'acquisto dei terreni e avrebbe versato una somma di 7 500 000 franchi dell'epoca per finanziare gli investimenti necessari.

Nel corso di questo periodo ci si accorse che la pendenza del canale era eccessiva e la corrente troppo veloce. L'ingegnere Émile Vuigner pose allora lungo il percorso cinque chiuse a basso dislivello (circa 50 cm) accoppiata ciascuna ad un canale derivatore. Queste chiuse sono costituite da due camere gemelle di dimensioni piuttosto inusuali: 58 metri di lunghezza e 3,20 di larghezza. I grandi battelli detti marnois non poterono utilizzare il canale e così fu posto in cantiere un nuovo tipo di battelli di 28 metri per 3 ed anfidromi detti Flûte d'Ourcq.

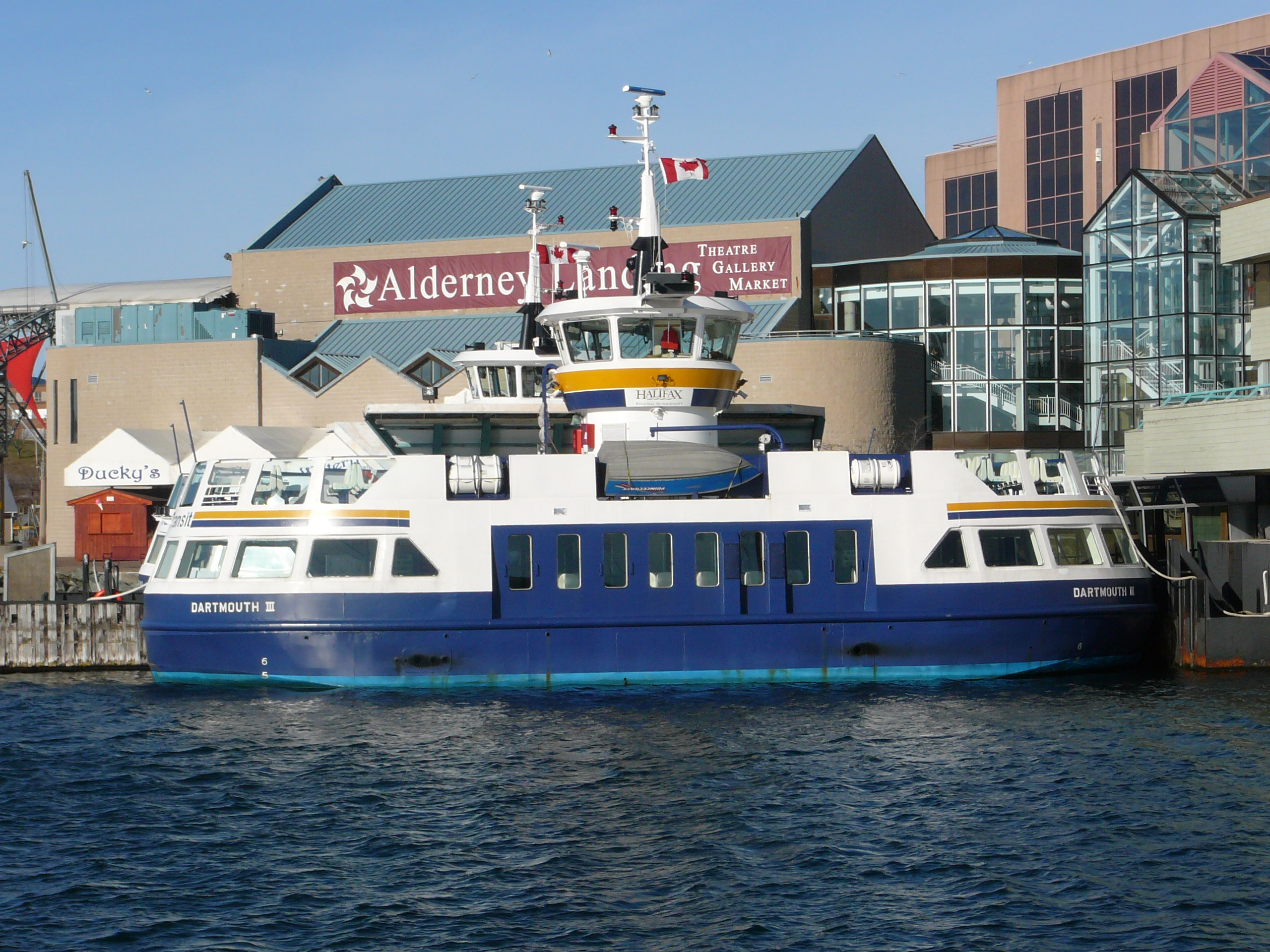
Un moderno battello anfidromo

Il canale Saint-Denis fu aperto alla navigazione il 13 maggio 1821, ma il tratto Saint Denis – Mareuil-sur-Ourcq fu aperto alla navigazione solo a fine 1822 mentre dall'altra parte l'Ourcq, canalizzato dopo il XVI secolo e ristrutturato da Régemortes e quindi da Girard, rimase in servizio.
I primi battelli provenienti da La Ferté-Milon arrivavano al bacino de La Villette. Infine i primi battelli provenienti da Mareuil-sur-Ourcq entrarono nel canale Saint-Martin il 4 novembre 1825.
La rete di canali di Parigi fu così terminata dopo 25 anni di lavori.

### Il secondo Impero e la Repubblica
Nel 1866 un decreto imperiale autorizzò il pompaggio delle acque dalla Marna per mantenere la portata del canale dell'Ourcq nel periodo di magra.
Allo scopo furono costruite le stazioni di pompaggio di Trilbardou, equipaggiata fra l'altro di pompe e motori idraulici Sagebien, e di Villers-lès-Rigault a Isles-les-Meldeuses, dotata di turbine di Louis Dominique Girard.
Alla fine del XIX secolo il quartiere de La Villette, con i suoi due bacini, è divenuto uno dei principali quartieri industriali di Parigi. Il porto permetteva l'arrivo delle derrate alimentari e delle materie prime provenienti da varie regioni del mondo, facendo de La vIllette uno dei principali porti marini della Francia.

### L'allargamento del canale

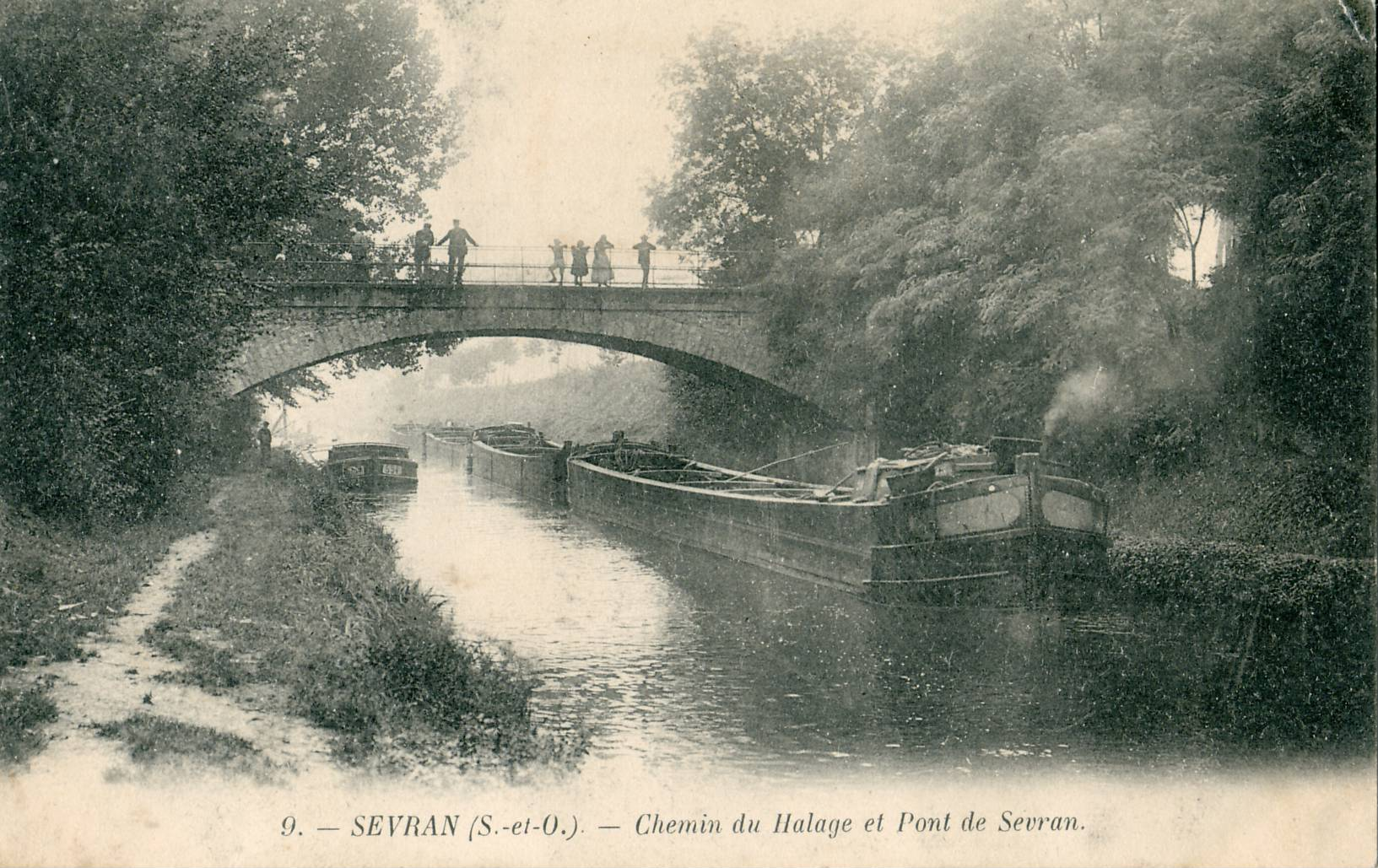
Flutes de l'Ourcq Sevran, all'inizio del XX secolo

La sagoma iniziale del canale non permetteva che una navigazione limitata a causa della ridotta sezione che consentiva il transito solo a battelli stretti e di portata limitata (da 50 a 90 tonnellate). Questi flûtes d'Ourcq e demi-flûtes de l'Ourcq avevano dimensioni da 28 a 14 metri di lunghezza e 3 di larghezza a causa delle chiuse installate sul canale da Émile Vuigner per ovviare all'inconveniente della pendenza eccessiva.
Alla fine del XIX secolo il canale fu allargato una prima volta e successivamente una seconda tra il 1925 e il 1934. Oggi il canale ha una sagoma grande dal carrefour des canaux (quadrivio dei canali), allo sbocco del canale Saint-Denis a la Villette, fino a Les Pavillons-sous-Bois e consente la navigazione anche a imbarcazioni di capacità fino a 1.000 tonnellate.
Per consentire l'adeguato flusso supplementare di acqua furono ampliate le stazioni di pompaggio di Trilbardou, che fu dotata di una macchina a vapore come fonte di energia, e di Villers-lès-Rigault: entrambe sono a tutt'oggi in funzione.
Altri lavori di manutenzione del canale ebbero luogo tra i quali la creazione di un porto lungo 800 m e largo 50 a Pantin, all'epoca circondato da depositi di alcool.
Alla fine del XIX secolo fu realizzato un collegamento a piano inclinato a Beauval, a monte di Meaux, fra la Marna ed il canale ma dopo alcuni anni di funzionamento il collegamento fu abbandonato e smontato.
La navigazione commerciale sulla parte del canale a piccola sagoma cessò nel 1962 ed a partire dal 1983 fu rimpiazzata da quella turistica.

## Il trasporto fluviale

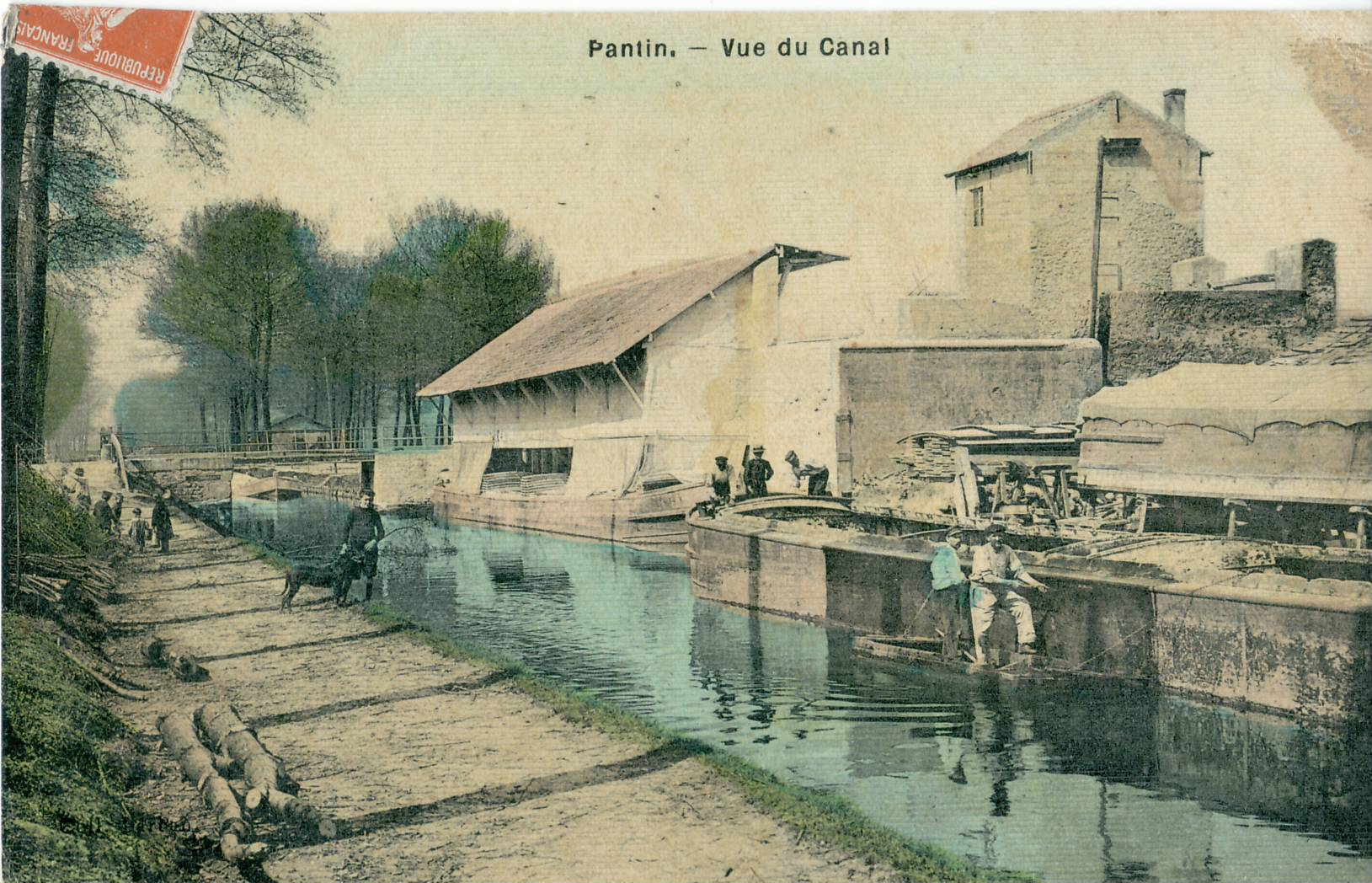
Il nolo a Pantin, all'inizio del XX secolo

La parte del canale a grande sagoma, priva di chiuse per 10 km, dispone di 4 porti di carico e scarico: il Sérurier a Parigi e quelli di Pantin, di Bondy e della Poudrette a Les Pavillons-sous-Bois.
Secondo il sito della città di Parigi i porti dei tre canali parigini hanno un traffico annuale di circa un milione di tonnellate, costituito prevalentemente (oltre il 90%) da materiali di costruzione, sabbie e ghiaie e scarti da demolizioni.
Allo scopo di ridurre il traffico su rotaia viene regolarmente proposto l'incremento della quota di trasporto a mezzo dei canali a sagoma larga. A questo proposito si può osservare come la prossimità del canale Saint-Denis ha permesso, durante la costruzione del nuovo Grande Stadio di Francia a Saint-Denis, di utilizzare la via d'acqua per l'evacuazione delle macerie e l'approvvigionamento dei nuovi materiali da costruzione e lo stesso dicasi per la costruzione della Biblioteca nazionale di Francia, eretta nel quartiere parigino di Tolbiac, sulla riva sinistra della Senna.

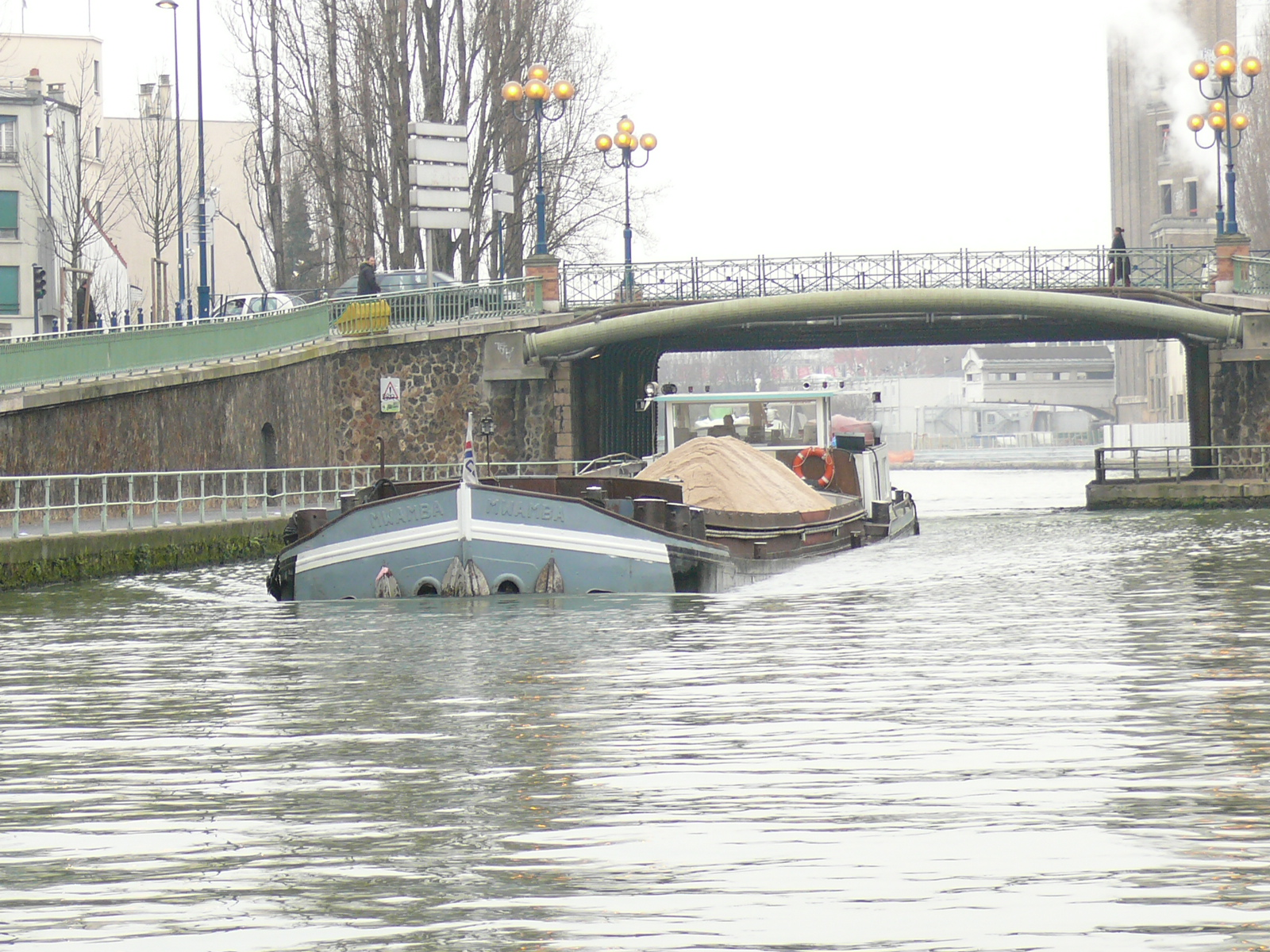
Una chiatta a motore con circa 350 tonnellate di carico sul canale al ponte del municipio di Pantin

## Il canale per il diporto
Oltre alla sua funzione commerciale il canale ha sempre avuto un ruolo nel diporto per gli abitanti della zona che lo utilizzano per varie attività del tempo libero.
La creazione della ferroviaria ligne des Coquetiers ha reso agevole ai parigini l'accesso al canale che fin dall'entrata in funzione di quest'ultima, hanno fatto del canale una méta per escursioni.
Oggi la pista ciclabile che conduce dal bacino de La Villette fino a Claye-Souilly e dopo l'alzaia (esplicitamente vietata al traffico ciclabile) fino a La Rosée a Claye-Souilly e Meaux (circa una cinquantina di chilometri) è molto apprezzata dai ciclisti.
Inoltre vengono regolarmente organizzate attività ludiche e sportive attorno al canale.

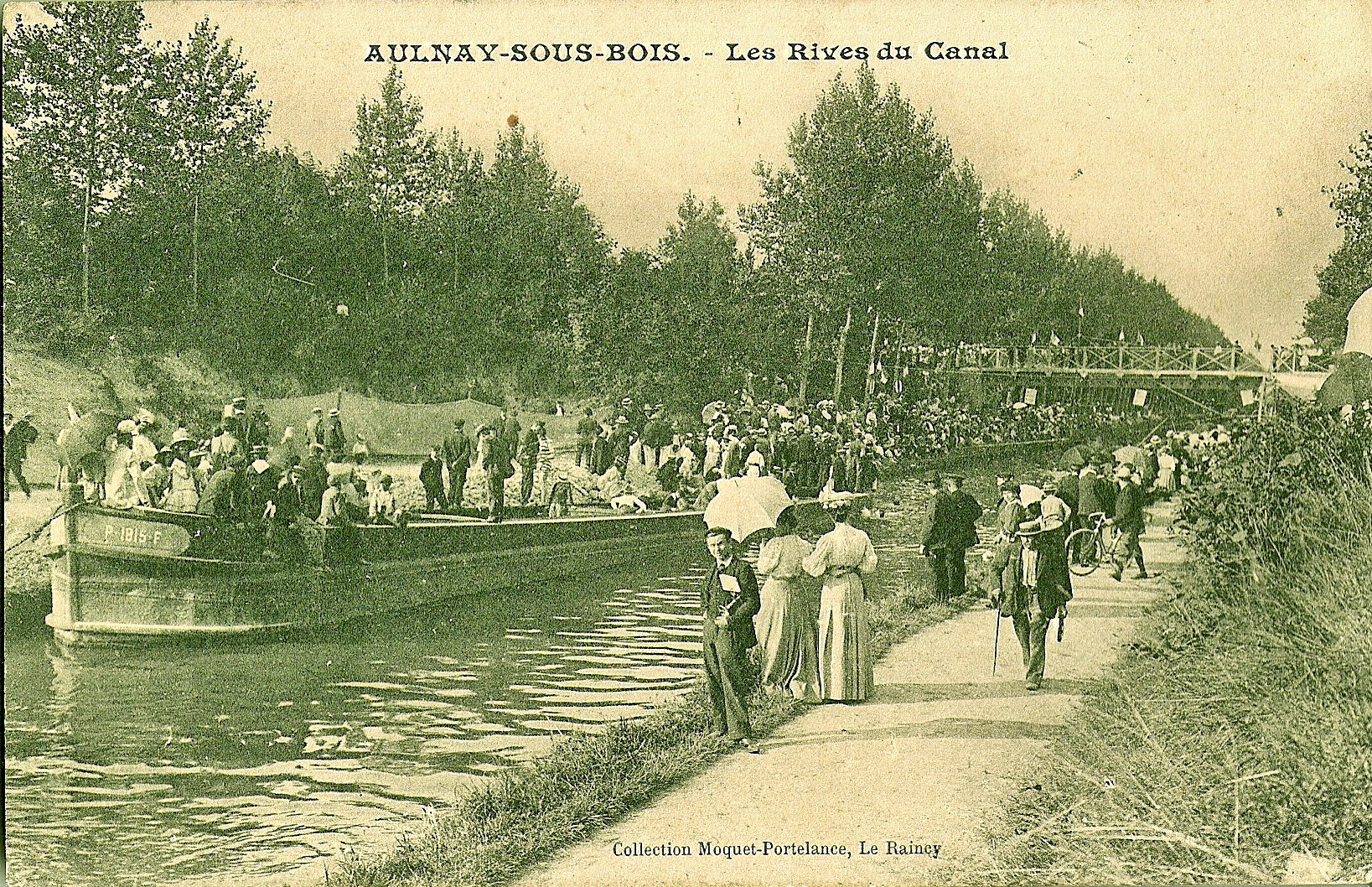
Aulnay-sous-Bois : una festa nautica all'inizio del XX secolo
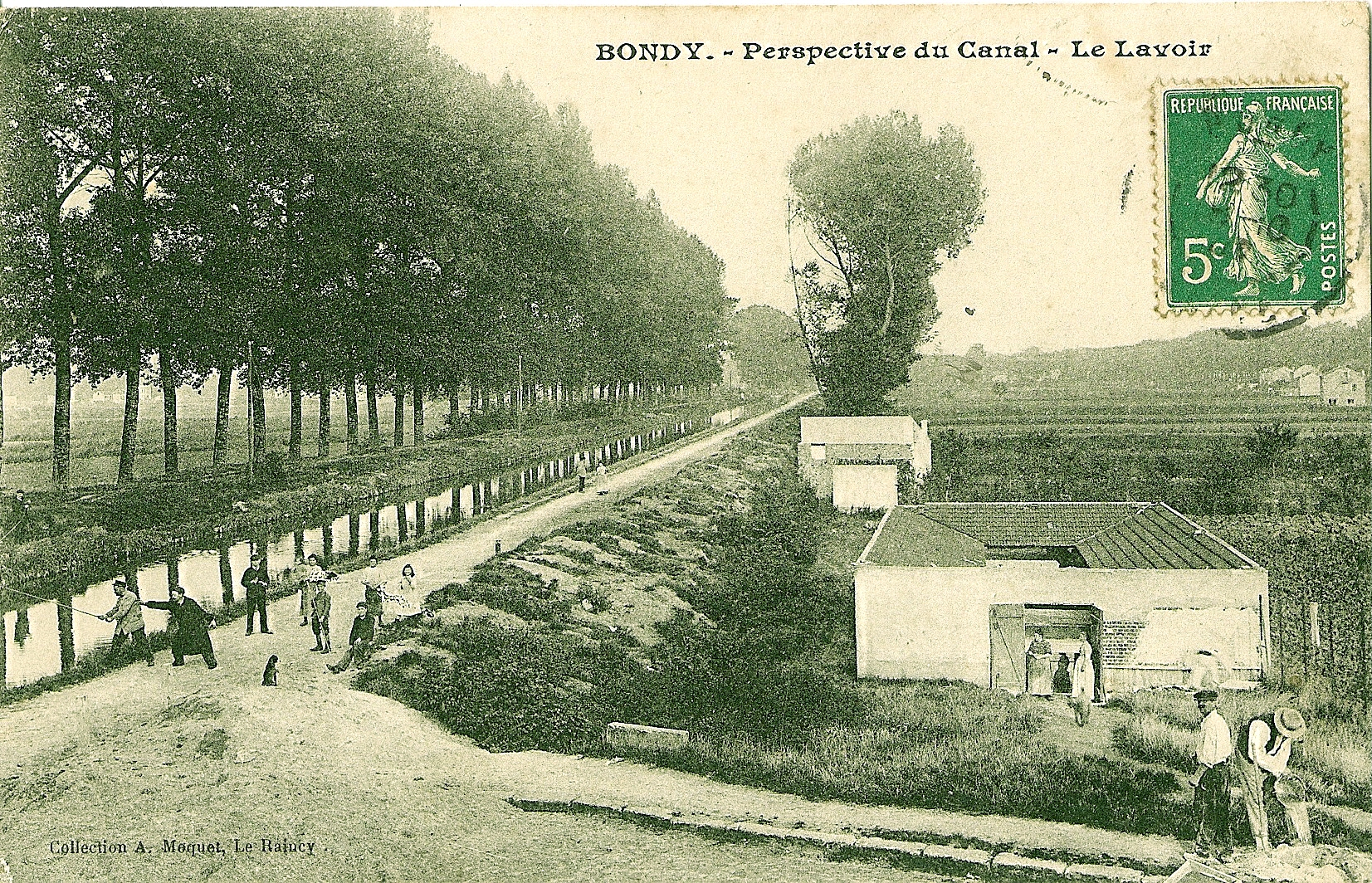
Bondy : Canale, passeggio e lavatoi
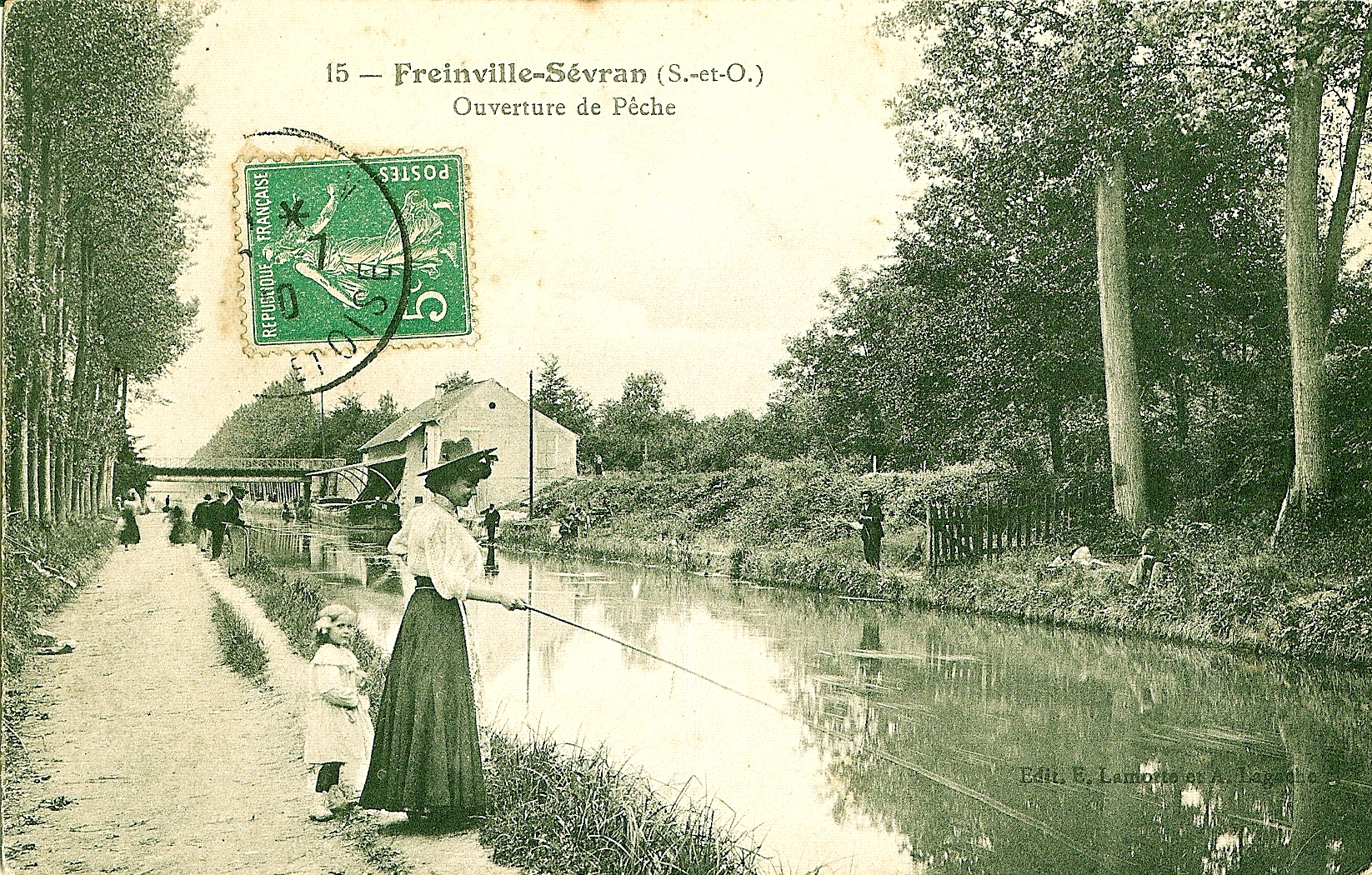
Sevran : Pescatori della domenica
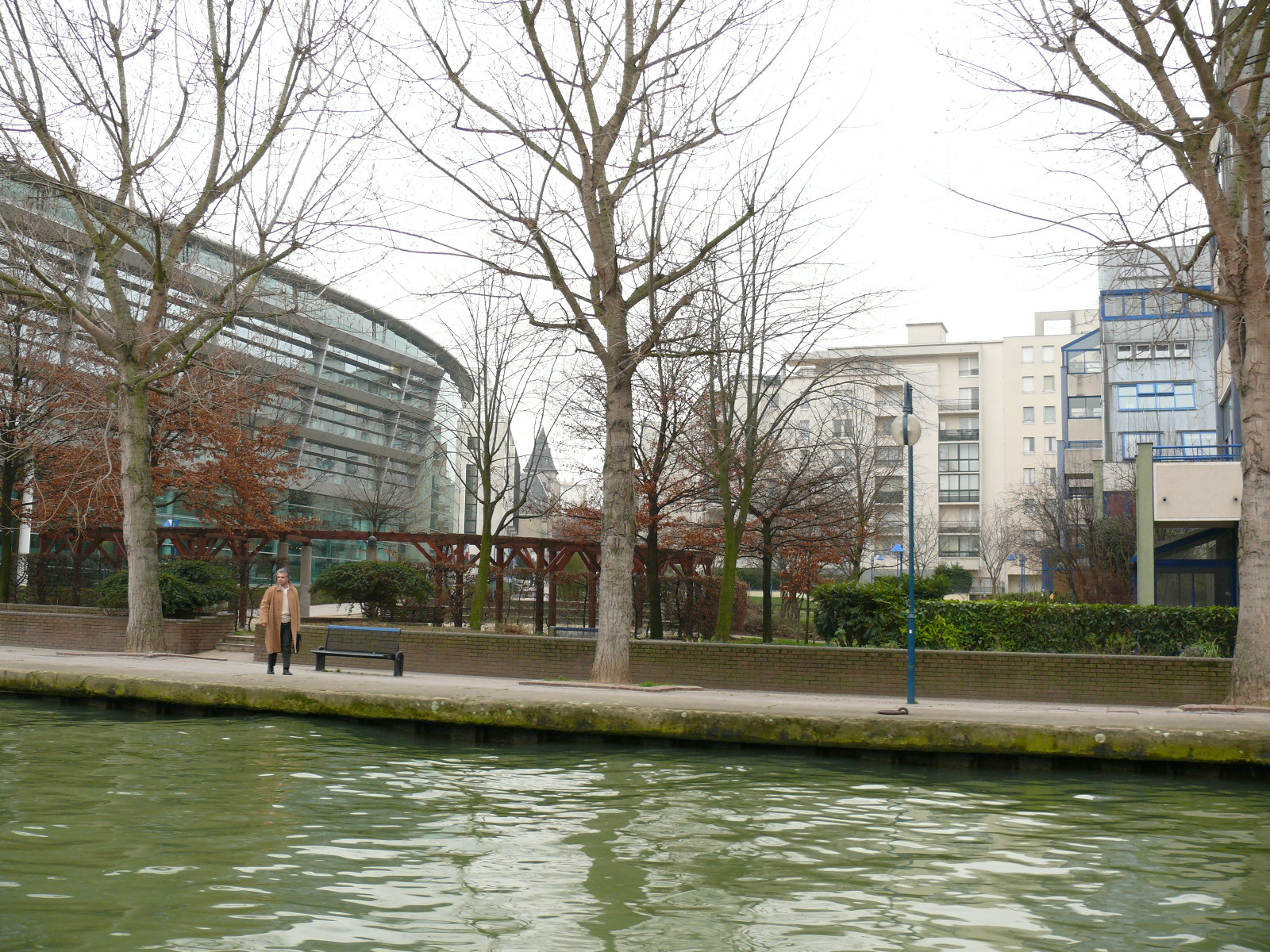
Pantin : La pista ciclabile in primo piano

## Il canale in letteratura
- Mathieu Bénézet ha scritto un romanzo intitolato Pantin, canale dell'Ourcq.